# Enrique Guzmán (pintor)
Enrique Guzmán (Guadalajara, Jalisco, 1952 - Aguascalientes, 1986) fue un pintor aguascalentense relacionado con el realismo y el surrealismo. Su obra se caracteriza por proyectar depresión compulsiva, también por una fijación hacia las navajas, la playa y la bandera, aunque sus obras también se caracterizaban por la proyección constante de figuras femeninas, los zapatos, habitaciones solitarias, laberintos mentales y profunda tristeza.

## Biografía
En 1966 entra en contacto con las disciplinas artísticas. Ingresa al taller de teatro de la Casa de Cultura, y posteriormente al de pintura, donde recibe clases de Alfredo Zermeño. En 1969 recibe un premio de adquisición por la obra Desmembramiento, en el Cuarto Concurso Nacional para Estudiantes de Artes Plásticas.
Posteriormente ingresa a la carrera de pintor en la Escuela Nacional de Pintura y Escultura "La Esmeralda" del Instituto Nacional de Bellas Artes, en la Ciudad de México.
En 1972 consigue el primer lugar del premio de adquisición del Séptimo Concurso para Estudiantes de Artes Plásticas por el cuadro; Conocida señorita del club La llegada de la felicidad retratándose con sombrilla.
Su primera exposición individual (Preguntas y Respuestas) se llevó a cabo en agosto de 1973 y un año después presenta la segunda; Guzmán Óleos recientes.
En el año de 1978 representa a México en la Cuarta Trienal de Arte Mundial de Nueva Delhi, Guzmán participa con las obras El mar, El fin del mundo y Oh! santa bandera en la exposición itinerante México, pintores y escultores de hoy, auspiciada y organizada por el Instituto Nacional de Bellas Artes.

## Cronología[1]
1952 Enrique Guzmán Villagómez nace en la ciudad de Guadalajara, Jalisco, el 20 de septiembre. Su niñez –según lo comenta posteriormente– es triste.
1966-1968 Vive en la capital del estado de Aguascalientes, entidad de donde es originaria su familia. En 1967 ingresa al taller de teatro de la Casa de la Cultura de Aguascalientes, pero al poco tiempo lo abandona y se inscribe en el de pintura. Es alumno de los profesores Alfredo Zalce y Alfredo Zermeño.
1969 Participa en la realización de una obra mural colectiva en la ciudad de Aguascalientes. Miguel Aguayo, Jorge Hernández Campos y Jorge Alberto Manrique, jurado del Cuarto Concurso Nacional para Estudiantes de Artes plásticas –antecedente del actual Encuentro Nacional de Arte Joven– le otorgan uno de los dos segundos premios de adquisición en pintura del certamen, por su pintura-collage intitulada Desmembramiento; también seleccionan, para su exhibición, su óleo La mecánica del hombre. Enrique y dos condiscípulos suyos son apoyados por el director de la Casa de Cultura de Aguascalientes, Víctor Sandoval, para continuar su formación profesional en la capital del país.
En el Distrito Federal Guzmán vive en un edificio de departamentos en la esquina que forman las calles de San Fernando y Héroes. No es admitido como estudiante regular en la Escuela Nacional de Pintura y escultura "La Esmeralda" del Instituto Nacional de Bellas Artes (INBA) por lo que hacia el fin de aquel año se inscribe en el taller libre de pintura de ese plantel. Colabora con el equipo que coordina José Hernández Delgadillo en la realización de cuarenta tableros murales exteriores en el Centro Residencial Morelos. Participa en la exposición anual de alumbos en la Casa de la Cultura de Aguascalientes y, en el Distrito Federal, en la colectiva de esudiantes de "La Esmeralda" en la galería Chapultepec del INBA.
1970 Finaliza, en colaboración con su condiscípulo Pío Pulido, dos murales en el Centro Residencial Morelos.
1971 Ingresa a la carrera de pintor de la Escuela Nacional de Pintura y Escultura del INBA. Expone en una exhibición colectiva en la galería Chapultepec del INBA. Participa como estudiante de "La Esmeralda" en la exposición Un año de labor
que se presenta en el Palacio de Bellas Artes. Pinta casi sin descanso; es usual que transporte por las tardes, de la escuela a su departamento, alguna de las telas en las que trabaja, y que la regrese a la mañana siguiente, avanzada. Algunos de los profesores de la Escuela Nacional de Pintura y Escultura tratan de que modifique su lenguaje pictórico.
1972 Obtiene el primer premio de adquisición en pintura en el Séptimo Concurso Nacional para Estudiantes de Artes Plásticas –del que son jurado Miguel Aguayo, Jorge Alberto Manrique, Rodolfo Nieto y Jaime Saldivar– por su óleo sobre tela Conocida señorita del club "La llegada de la felicidad" retratándose con sombrilla. El jurado también selecciona su obra Un perro, misma que es reproducida en la portada del catálogo de aquel certamen. Participa en la colectiva Estudiantes de la Escuela Nacional de Pintura y Escultura en la galería José Clemente Orozco del INBA. Participa en una exhibición colectiva en la galería Pintura Joven.
1973 Deja su departamento de la avenida Hidalgo 123 donde vivía desde hacía algún tiempo (cercano a la Escuela Nacional de Pintura y Escultura) y se traslada a un pequeño estudio en el edificio de la galería Pintura Joven. Ya no asiste sino eventualmente a "la Esmeralda". En marzo participa en una colectiva en la galería Pintura Joven y en agosto realiza la primera exposición individual de su carrera, Preguntas y sorpresas en la misma galería. Jorge Nriviesca, Jorge Alberto Manrique y Jaime Saldivar, jurado del Octavo Concurso Nacional para Estudiantes de Artes Plásticas, le otorgan uno de los dos segundos premios de adquisición de pintura por su óleo El deseo entró por la ventana.
1986 En abril expone tanto en la Casa de la cultura de Calvillo, Aguascalientes, como en la galería Gabriel Fernández Ledesma de la ciudad de Aguascalientes. Se suicida, ahorcándose, el 8 de mayo.